# Кистяковский, Андрей Юльевич
Андрей Юльевич Кистяковский (26.04.1912, Киев — 1986, Москва) — советский военный строитель, инженер-полковник.
Участник Великой Отечественной войны. Преподаватель Московского военно-инженерного училища. После выхода в запас работал в МИСИ. Доктор технических наук.
Известный спортсмен, рекордсмен СССР по плаванию. Заслуженный мастер спорта СССР. Судья всесоюзной категории по водному поло (1954). Тренер и вице-президент технического комитета по водному поло Международной федерации плавания.
Автор многих публикаций в сфере его профессиональных интересов.

## Происхождение
Принадлежал к известной семье украинских интеллигентов — общественных деятелей, ученых и педагогов, оставивших заметный след в жизни России конца XIX — начала XX веков.
Дед — правовед, один из деятелей украинского национального движения 1860—1880-х годов, профессор Киевского университета А. Ф. Кистяковский (1833—1885).
Отец — юрист Юлий Александрович Кистяковский (1872—1920). В 1906—1907 годах Ю. А. Кистяковский преподавал математику в киевской Фундуклеевской гимназии, среди его учениц в которой была Анна Горенко.
Мать — Вера Альбертовна, в девичестве Соловейчик, (1874—1955). Известна своим участием в организации первых детских садов в Советской России.

## Профессиональная деятельность
В армии с 1934 года. Служил в инженерных войсках. Участвовал в Великой Отечественной войне в составе 21-й сапёрной бригады Юго-Западного фронта. Преподавал в Московском военно-инженерном училище. Кандидат технических наук (1954). В отставке с 1960 года.
Руководил кафедрой спортивных сооружений в МИСИ. На основе анализа архитектурной типологии физкультурно-спортивных комплексов, опыта проектирования, строительства и эксплуатации спортивных сооружений в СССР и за рубежом им были сформулированы функциональные, физико-технические, конструктивные и технико-экономические требования к проектированию таких зданий и различных элементов их интерьеров. Доктор технических наук (1981). Профессор.

## Спортивные достижения
А. Ю. Кистяковскому удалось совместить успешную профессиональную деятельность в области архитектуры и строительства с не менее профессиональным участием в спорте.
С юных лет занимался плаванием. В 1928 году был включен в сборную команду Москвы по водному поло. В 1933 году установил рекорд СССР в плавании на 300 м на боку. В чемпионате СССР 1934 года занял третье место в плавании на спине на 200-метровой дистанции. В 1935 году стал первым советским спортсменом, освоившим новый стиль плавания — баттерфляй и продемонстрировавшим его на официальных соревнованиях на 50-метровой дистанции. В 1936 году столичные пловцы, в числе которых был и А. Ю. Кистяковский, одержали общекомандную победу в чемпионате СССР по плаванию.
В 1945 и 1946 годах команда ватерполистов ЦДКА, членом которой был А. Ю. Кистяковский, выигрывала чемпионат СССР.
Заслуженный мастер спорта СССР по водному поло.

## Тренерская и общественная деятельность
В 1950-е годов тренировал пловцов и ватерполистов МГУ, команды «Буревестник» и др. Участвовал в подготовке сборной СССР по водному поло к Олимпийским играм в Мельбурне. За три месяца до открытия в 1964 году Олимпиады в Токио был назначен старшим тренером команды.
На долгие годы оставил свой завет ватерпольным тренерам: «Развивайте свои преимущества! А недостатки скрывайте при помощи командных действий».
На мельбурнском конгрессе Международной федерации плавания (ФИНА) А. Ю. Кистяковский был введён в состав технического комитета по водному поло. Впоследствии он стал вице-президентом этого комитета.

## Семья
Сестра — Марианна Юльевна Кистяковская (1906—1981) — доктор педагогических наук, автор многочисленных публикаций в области развития и воспитания детей раннего возраста.
Брат — Игорь Юльевич (1910—1996) — энтузиаст использования научно-практических рекомендаций, отечественных и зарубежных исследований с целью совершенствования техники плавания и повышения тренированности пловцов. Создатель методик начального обучения плаванию, первый руководитель детско-юношеской спортивной школы плавания «Динамо» в Москве. Заслуженный тренер СССР (1966).
Двоюродный брат А. Ю. Кистяковского — химик Георгий Богданович Кистяковский (1900—1982) эмигрировал из страны после гражданской войны, жил в США и был активным участником проекта создания первой атомной бомбы.
Жена — Рогнеда Сергеевна, в девичестве Муромова, (1915—1959) — племянница писателя Б. С. Житкова.

Сын — Андрей Андреевич Кистяковский (1936—1987) — советский переводчик, соавтор перевода (1982) первого тома трилогии Дж. Р. Р. Толкиена «Властелин колец». Правозащитник.

## Награды
- Медаль «За боевые заслуги» (3.11.1944) — «за долголетнюю и безупречную службу в Красной Армии»
- За победу над Германией в Великой Отечественной войне 1941—1945 гг. (9.05.1945)
- Орден Красной Звезды (15.11.1950) — «за долголетнюю и безупречную службу в Вооружённых Силах СССР»
- Орден Красного Знамени (5.11.1954)
- Орден Отечественной войны II степени (6.04.1985)[7]
- Медаль «За трудовую доблесть» (27.04.1957) — «за успехи, достигнутые в деле развития массового физкультурного движения в стране, повышения мастерства советских спортсменов, и успешное выступление на международных соревнованиях»

## Комментарии
1. ↑  Среди детей Александра Фёдоровича были ещё юристы: Богдан Александрович Кистяковский (1868—1920) и Игорь Александрович Кистяковский (1876—1940). Правовед и философ Б. А. Кистяковский был одним из авторов сборника «Вехи». Он стоял у истоков создания Академии наук Украины. В 1919 году был одним из первых избран в неё действительным членом. Выпускник юридического факультета Киевского университета, практикующий адвокат И. А. Кистяковский с ноября 1918 года стал министром внутренних дел правительства гетмана Скоропадского. Умер в эмиграции во Франции.
2. ↑  В Токио советские ватерполисты завоевали бронзовые медали.
3. ↑  И. Ю. Кистяковский владел несколькими иностранными языками и был в курсе современных ему мировых тенденций в технике плавания.
4. ↑  В фонде 10035 ГА РФ сохранилось архивно-следственное дело № П-22358 УКГБ по Москве и Московской области арестованного в 1936 году И. Ю. Кистяковского.